# 冴崎伸
冴﨑 伸（さえざき しん ）は日本の小説家。千葉県千倉町（現南房総市）出身。
スポーツクラブ勤務を経て、大病で退職したことをきっかけに執筆活動を始める。2013年、『きのこ村の女英雄』で第25回日本ファンタジーノベル大賞優秀賞を受賞。受賞作を『忘れ村のイェンと深海の犬』と改題しデビュー。協同組合理事、建設コンサルタント会社代表、海外取引を行う法人の代表取締役ほか複数の役職を兼業している。2015年より仙台経済同友会・会員。仙台商工会議所・常任委員ほか、東北経済連合会・会員などをつとめる。

## 作品リスト

### 長編
- 『忘れ村のイェンと深海の犬』（新潮社　2013年）
- 『マカ・マニ・マカセ　〜怪物世界と吸血鬼の秘宝〜』（現夢　2024年〜）（既刊1〜４巻。※続巻）

### 短編
- 『赤光の静魔』（新潮社『小説新潮』　2014年9月号）
- 『さむらい親父』（新潮社『小説新潮』　2015年3月号）
- 『かつてヒロイン』（新潮社『小説新潮』　2015年12月号）
- 『護城の鬼』（新潮社『小説新潮』　2017年12月号）
- 『悪魔の花』（新潮社『小説新潮』　2018年12月号）

### 短編（アンソロジー収録）
『』内が収録されている作品名
- 『死を降らす星』（惑星と口笛ブックス　2018年）　※『万象』内
- 『人罪難』（惑星と口笛ブックス　2021年）　※『万象ふたたび』内
- 『空想の現実（上）ミャンマーの沼』　※『万象３』内
- 『空想の現実（下）ぼくと博士の楽しい日常〔裏の目薬〕の巻』（惑星と口笛ブックス　2023年）　※『万象３』内